# Guadalupe Victoria (Venustiano Carranza)
Guadalupe Victoria es una localidad del estado mexicano de Chiapas. Es parte del municipio de Venustiano Carranza.

## Toponimia
El nombre de la localidad rinde homenaje a Guadalupe Victoria, primer presidente de México.

## Demografía
| Gráfica de evolución demográfica |
|                                  |

| Censo | Población |
| ----- | --------- |
| 1940  | 214       |
| 1950  | 248       |
| 1960  | 347       |
| 1970  | 371       |
| 1980  | 808       |
| 1990  | 1 126     |
| 2000  | 1 446     |
| 2010  | 1 767     |
| 2020  | 1 857     |